# Gülsin Onay
Gülsin Onay   (Istanbul, 12 de setembre de 1954) és una pianista líder de concerts turcs amb seu a Cambridge.
Nascut en una família musical, Gülsin Onay va començar a tocar el piano als tres anys. La seva primera professora va ser la seva mare. Amb 6 anys, Gülsin Onay va donar el seu primer concert a TRT Radio Istanbul. A l'edat de 10 anys, va rebre una beca especial del govern en virtut de l'"Üstün Yetenekli Çocuklar Kanunu" (Llei per a infants amb talent excepcional), que li va permetre estudiar primer a Ankara amb Mithat Fenmen i Ahmet Adnan Saygun, i dos anys més tard al Conservatori de París, on els seus professors van ser Pierre Sancan, Monique Haas, Pierre Fiquet i Nadia Boulanger. A l'edat de 16 anys es va graduar amb el "Premier Prix de Piano". Va continuar els seus estudis amb Bernhard Ebert a la Musikhochschule Hannover.
Al principi de la seva carrera, Onay va guanyar premis en les principals competicions, com ara el Concurs de piano "Marguerite Long-Jacques Thibaud" (París) i el Concurs internacional de piano Ferruccio Busoni (Bolzano). La carrera internacional d'Onay ha recorregut 80 països de tots els continents, des de Veneçuela fins al Japó. Ha actuat amb orquestres com la "Dresden Staatskapelle", Orquestra de Cambra anglesa, Filharmònica del Japó, Simfonia de la Ràdio de Múnic, Orquestra Filharmonia, Filharmònica Reial, Filharmònica de Sant Petersburg, Simfonia de Tòquio, Filarmònica de Varsòvia i Orquestra Simfònica de Viena, sota el desenvolupament de dirigents com Vladimir Ashkenazy, Erich Bergel, Michael Boder, Andrei Boreiko, Jörg Faerber, Edward Gardner, Neeme Järvi, Emmanuel Krivine, Ingo Metzmacher, Esa-Pekka Salonen, Jose Serebrier, Vassily Sinaisky, Stanislaw Wislocki i Lothar Zagrosek. Les actuacions en els festivals d'Onay són; Berlín, Varsòvia, Granada, Mozartfest Würzburg, Newport, Schleswig-Holstein i Istanbul.
Onay és una intèrpret excepcional de Chopin, el 2007 va ser honorada amb la concessió d'una medalla d'estat per part de la nació polonesa. També és reconeguda a tot el món com la millor intèrpret de la música d'Ahmet Adnan Saygun, les obres de la qual destaquen de manera destacada en els seus concerts i enregistraments, i a qui li va dedicar el segon concert de piano (que ha estrenat a Turquia i a l'estranger). Altres compositors contemporanis que li han dedicat obres són Hubert Stuppner, Denis Dufour, Bujor Hoinic, Jean-Louis Petit, Muhiddin Dürrüoğlu-Demiriz i Marc-André Hamelin. També ha estrenat concerts de Stuppner i Tabakov.
Onay ostenta els títols d'Artista de l'Estat a la seva Turquia natal, i de solista per a l'Orquestra Simfònica Presidencial d'Ankara. És artista en residència a la Universitat Bilkent d'Ankara i té un títol de doctorat honoris causa per la Universitat del Bòsfor a Istanbul i per la Universitat Hacettepe d'Ankara. La "Sevda-Cenap And Music Foundation" va atorgar a Onay la seva prestigiosa medalla d'or 2007 a Onay i va ser nomenada "Pianista de l'Any" als Premis Donizetti de Música Clàssica del 2011. El 2014 va ser guardonada amb la medalla honorífica del 42è Festival de Música d'Istanbul.
Onay és assessora artística del Festival Internacional de Música Clàssica de Gümüşlük.
Onay és Master en professorat en línia a i Classical Academy amb qui ha gravat diverses Masterclasses en línia.